# Witch Tarohoro (album)
Witch Tarohoro (zapis stylizowany: WITCH Tarohoro) – dziewiętnasty album studyjny polskiej piosenkarki Justyny Steczkowskiej. Wydawnictwo ukazało się 29 listopada 2024 nakładem wytwórni muzycznej JS Music i Royal Concert w dystrybucji e-Muzyka.
Album jest utrzymany w stylu muzyki pop, folkowej i elektronicznej. Składa się z wersji standardowej (1 CD).
Płyta zadebiutowała na 32. miejscu polskiej listy sprzedaży – OLiS.
Nagrania były promowane singlami: „Witch Tarohoro”, „Nasz wspólny świat”, „Ty lustrem świata”, „Slavic”, „Gaja”, „Każda fala znajdzie brzeg” i „Nieznany raj”.

## Lista utworów
Opracowano na podstawie materiału źródłowego.
| Witch Tarohoro – Wersja standardowa | Witch Tarohoro – Wersja standardowa | Witch Tarohoro – Wersja standardowa                                                        | Witch Tarohoro – Wersja standardowa                                                                                 | Witch Tarohoro – Wersja standardowa |
| Nr                                  | Tytuł utworu                        | Słowa                                                                                      | Muzyka | Długość                             |
| ----------------------------------- | ----------------------------------- | ------------------------------------------------------------------------------------------ | --- | ----------------------------------- |
| 1.                                  | „Witch Tarohoro”                    | Maria Dzięcielak, Carla Fernandes, Dominic Buczkowski-Wojtaszek, Patryk Kumór              | Justyna Steczkowska, Dominic Buczkowski-Wojtaszek, Patryk Kumór, Emilian Waluchowski                                | 3:00                                |
| 2.                                  | „Ty lustrem świata”                 | Justyna Steczkowska, Carla Fernandes, Patryk Kumór, Emilian Waluchowski                    | Justyna Steczkowska, Jan Bielecki, Patryk Kumór, Emilian Waluchowski, Piotr Zborowski, Carla Fernandes              | 2:37                                |
| 3.                                  | „Slavic”                            | Justyna Steczkowska, Patryk Kumór, Emilian Waluchowski                                     | Justyna Steczkowska, Emilian Waluchowski, Dominic Buczkowski-Wojtaszek                                              | 3:26                                |
| 4.                                  | „Gaja”                              | Justyna Steczkowska, Patryk Kumór, Emilian Waluchowski                                     | Justyna Steczkowska, Emilian Waluchowski, Patryk Kumór, Dominic Buczkowski-Wojtaszek                                | 2:26                                |
| 5.                                  | „Nasz wspólny świat”                | Justyna Steczkowska, Carla Fernandes, Patryk Kumór, Emilian Waluchowski                    | Justyna Steczkowska, Jan Bielecki, Emilian Waluchowski, Carla Fernandes, Patryk Kumór, Dominic Buczkowski-Wojtaszek | 3:06                                |
| 6.                                  | „Nieznany raj”                      | Justyna Steczkowska, Maria Dzięcielak, Patryk Kumór, Emilian Waluchowski                   | Justyna Steczkowska, Jan Bielecki, Emilian Waluchowski, Patryk Kumór, Dominic Buczkowski-Wojtaszek                  | 3:00                                |
| 7.                                  | „Poznam siebie”                     | Justyna Steczkowska, Carla Fernandes, Emilian Waluchowski, Maria Dzięcielak                | Jan Bielecki, Emilian Waluchowski, Carla Fernandes, Patryk Kumór, Dominic Buczkowski-Wojtaszek                      | 2:36                                |
| 8.                                  | „Każda fala znajdzie brzeg”         | Justyna Steczkowska, Maria Dzięcielak, Emilian Waluchowski                                 | Justyna Steczkowska, Jan Bielecki, Emilian Waluchowski, Carla Fernandes, Dominic Buczkowski-Wojtaszek, Patryk Kumór | 2:30                                |
| 9.                                  | „Domek z kart”                      | Justyna Steczkowska, Maria Dzięcielak, Martyna Bukowska, Patryk Kumór                      | Carla Fernandes, Dominic Buczkowski-Wojtaszek, Patryk Kumór                                                         | 3:05                                |
| 10.                                 | „Czas w Tobie mija”                 | Justyna Steczkowska, Maria Dzięcielak, Patryk Kumór, Emilian Waluchowski                   | Justyna Steczkowska, Emilian Waluchowski, Dominic Buczkowski-Wojtaszek, Patryk Kumór                                | 3:38                                |
| 11.                                 | „Dom naszego ojca”                  | Justyna Steczkowska, Martyna Bukowska, Maria Dzięcielak, Emilian Waluchowski, Patryk Kumór | Emilian Waluchowski, Dominic Buczkowski-Wojtaszek                                                                   | 2:48                                |
| 12.                                 | „Domek z kart” (Radio edit)         | Justyna Steczkowska, Maria Dzięcielak, Martyna Bukowska, Patryk Kumór                      | Carla Fernandes, Dominic Buczkowski-Wojtaszek, Patryk Kumór                                                         | 2:20                                |
|                                     |                                     |                                                                                            | | 34:32                               |

Uwagi:
- W utworze „Witch Tarohoro” tytuł piosenki jest stylizowany na „WITCH Tarohoro”.
- W utworach „Slavic” i „Gaja” tytuły piosenek są stylizowane na wszystkie wielkie litery.

## Promocja

### Era Czarodoro – Witch Tour 2025
Opracowano na podstawie materiału źródłowego.
| Data                 | Miejscowość   | Obiekt                        |
| -------------------- | ------------- | ----------------------------- |
| 3 sierpnia 2025      | Ustroń        | Amfiteatr                     |
| 9 sierpnia 2025      | Nowy Sącz     | Amfiteatr Parku Strzeleckiego |
| 30 sierpnia 2025     | Szczecin      | Teatr Letni                   |
| 6 września 2025      | Kraków        | Studio                        |
| 19 września 2025     | Opole         | NCPP                          |
| 26 września 2025     | Bydgoszcz     | Fabryka Lloyda                |
| 28 września 2025     | Płock         | Amfiteatr                     |
| 4 października 2025  | Warszawa      | Amfiteatr Bemowo              |
| 17 października 2025 | Poznań        | Enea Stadion – B17            |
| 4 listopada 2025     | Lublin        | CSK                           |
| 13 listopada 2025    | Bielsko-Biała | Cavatina Hall                 |
| 15 listopada 2025    | Wrocław       | Hala Orion                    |
| 25 listopada 2025    | Gdańsk        | Stary Maneż                   |

## Pozycje na listach sprzedaży

### Pozycje na listach tygodniowych
| Kraj   | Lista (2024–25)         | Najwyższa pozycja |
| ------ | ----------------------- | ----------------- |
| Polska | OLiS – albumy           | 32                |
| Polska | OLiS – albumy fizycznie | 13                |